# Kwantowe zjawisko Halla
Kwantowe zjawisko Halla, kwantowy efekt Halla – zjawisko fizyczne mające te same podstawy co klasyczne zjawisko Halla, ale występujące w niższych temperaturach i silniejszych polach magnetycznych.
Obniżanie temperatury i zwiększanie pola magnetycznego pozwala zaobserwować:
- zjawisko Szubnikowa-de Haasa (oscylacje kwantowe),
- całkowite kwantowe zjawisko Halla,
- ułamkowe kwantowe zjawisko Halla.

Całkowite kwantowe zjawisko Halla wykorzystywane jest obecnie jako podstawa wyznaczania oma (jednostki oporu elektrycznego w układzie SI).

## (Całkowite) kwantowe zjawisko Halla

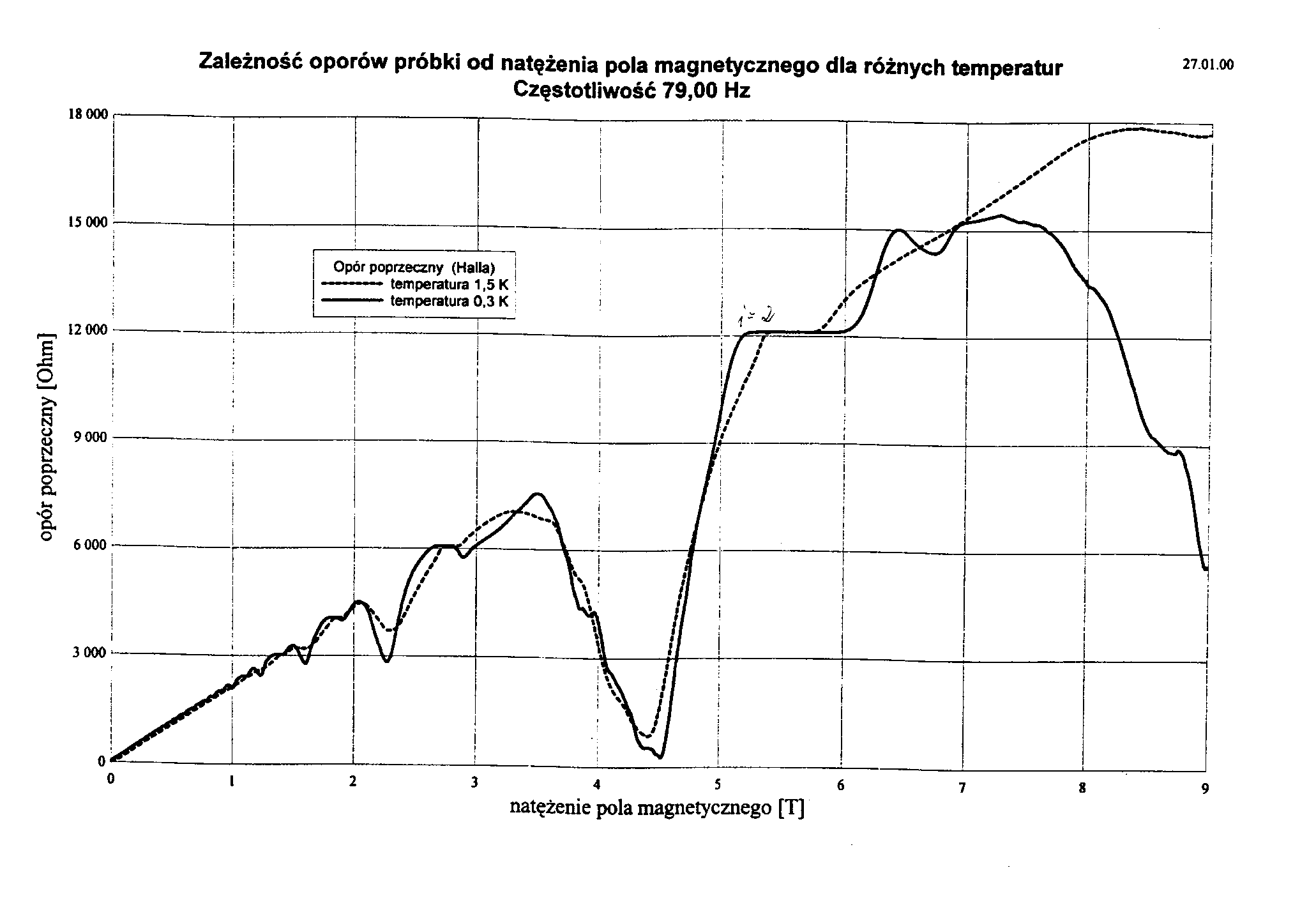
Wyniki pomiarów (całkowitego) kwantowego zjawiska Halla

Jego odkrycie zostało w 1985 roku uhonorowane Nagrodą Nobla dla Klausa von Klitzinga. Od jego nazwiska pochodzi nazwa niestandardowej jednostki oporu elektrycznego: klitzing.
Warunkami koniecznymi do zaobserwowania kwantowego zjawiska Halla są:
- bardzo niska temperatura (< 4,2 K),
- silne pole magnetyczne (do kilku tesli); kwantowe zjawisko Halla łatwo zaobserwować na wykresie zależności oporu Halla (napięcie Halla podzielone przez prąd sterujący płynący wzdłuż próbki) od indukcji pola magnetycznego,
- specjalna struktura próbki – taka, by elektrony przewodnictwa miały w niej swobodę tylko w dwóch wymiarach (ang. two dimensional electron gas – 2DEG).

Kwantowe zjawisko Halla polega na przyjmowaniu przez opór elektryczny materiału określonych wartości dyskretnych, podobnie jak inne skwantowane wielkości fizyczne (ładunek elektryczny, pęd, energia elektronów w atomach pierwiastków chemicznych). Wartość oporu elektrycznego jest opisana wzorem:
{\displaystyle R={\frac {h}{n\cdot e^{2}}},}
gdzie:
{\displaystyle h} – stała Plancka,
{\displaystyle n} – liczba naturalna (1, 2, 3,...),
{\displaystyle e} – ładunek elektryczny elementarny
i dla kolejnych liczb naturalnych wynosi on w przybliżeniu 25813, 12906, 8604, 6453, 5163 Ω itd.

## Ułamkowe kwantowe zjawisko Halla

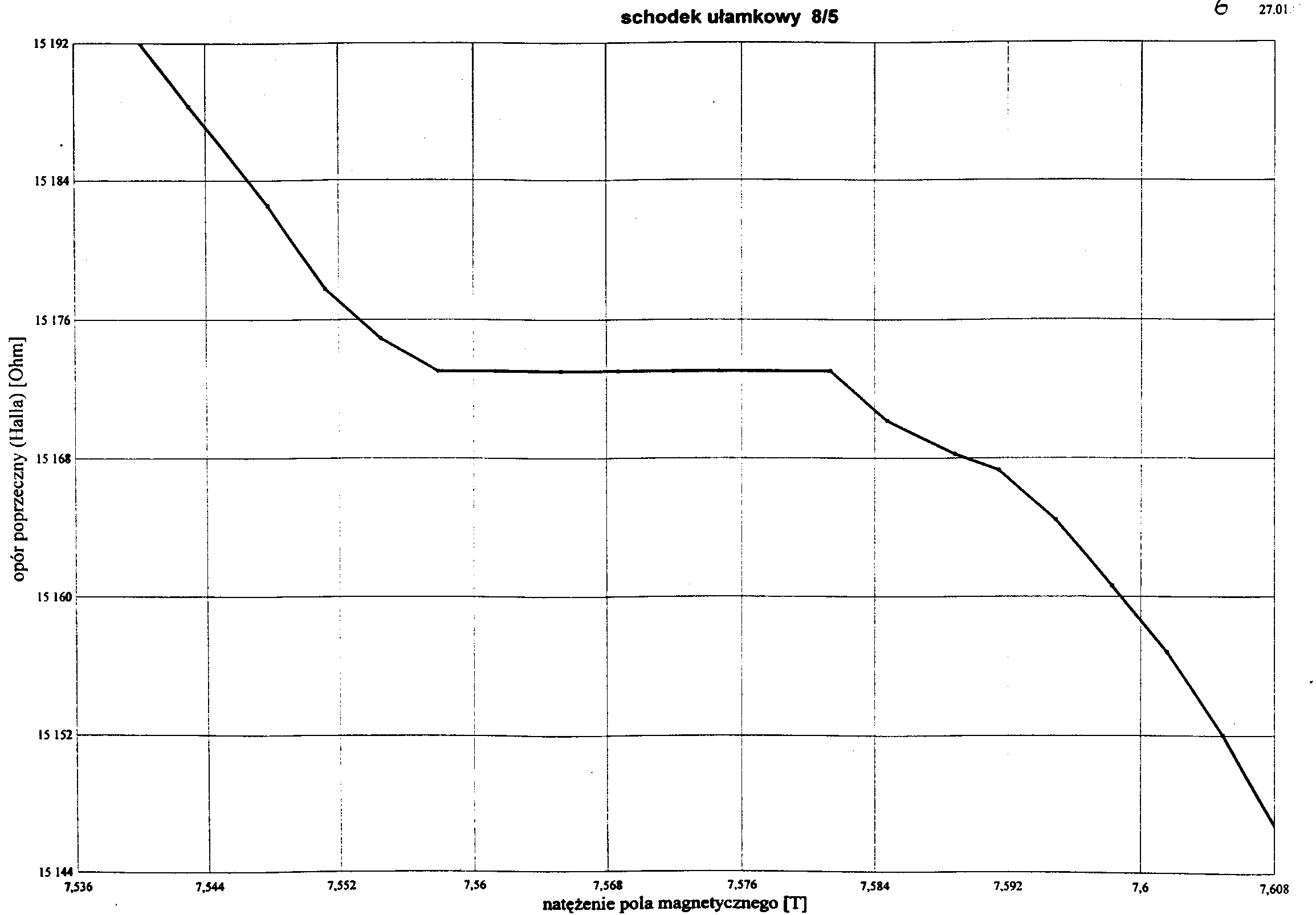
Wyniki pomiarów ułamkowego kwantowego zjawiska Halla

W 1998 roku jego odkrycie również zostało uhonorowane Nagrodą Nobla.

## Kwantyzacja oporu elektrycznego nieskończonej studni kwantowej
Mimo że laboratoryjna realizacja rezystora, którego kontrolowany opór byłby skwantowany, jest trudna, to kwantyzacje oporu elektrycznego z klitzingiem można przewidzieć już w prostych modelach kwantowych takich jak np. studnia potencjału. Rozważmy nieskończoną studnie kwantową w modelu Bohra-Sommerfelda, tzn. po prostu elektron odbijający się w tę i z powrotem od doskonale twardych ścian oddalonych od siebie o {\displaystyle a} który podobnie jak w modelu Bohra atomu wodoru może poruszać się jedynie po dozwolonych trajektoriach klasycznych, tzn. tu po odcinku, ale z różnymi prędkościami. Elektron taki jako naelektryzowany ładunkiem {\displaystyle e} poruszając się jest więc także (zmiennym) prądem elektrycznym i umożliwia zdefiniowanie oporu studni.
Ponieważ trajektoria zamknięta ruchu elektronu to jego przelot przez studnie w tę i z powrotem z pędem o takiej samej wartości bezwzględnej, lecz jedynie zmieniającym kierunek wracając od jednej do tej samej ściany poprzez odbicie od drugiej warunki kwantyzacji Bohra-Sommerfelda
{\displaystyle \oint \limits _{H(p,q)=E}p\,dq=nh}
redukują się do
{\displaystyle 2mva=nh,}
dając dozwolone kwantowe wartości prędkości
{\displaystyle v_{n}={\frac {nh}{2ma}}}
i poprawne dokładne energie kwantowe dla nieskończonej kwantowej studni potencjału
{\displaystyle E_{n}={\frac {mv_{n}^{2}}{2}}={\frac {n^{2}h^{2}}{8ma^{2}}}={\frac {n^{2}\hbar ^{2}\pi ^{2}}{2ma^{2}}}.}
Definiując napięcie pod którym jest n-ta trajektoria elektronu jako stosunek jego energii do ładunku
{\displaystyle U_{n}={\frac {E_{n}}{e}}}
oraz w naturalny sposób prąd elektryczny jako
{\displaystyle I_{n}=e/T_{n},}
gdzie: {\displaystyle T_{n}} jest okresem n-tej trajektorii (czasem powrotu elektronu od jednej do tej samej ściany)
{\displaystyle T_{n}={\frac {2a}{v_{n}}},}
otrzymujemy kwantyzacje oporu elektrycznego ze stałą von Klitzinga (klizingiem) (tu dokładnie z jej połową, a więc tu efekt ułamkowy)
{\displaystyle R_{n}={\frac {U_{n}}{I_{n}}}={\frac {n}{2}}{\frac {h}{e^{2}}}.}
W odróżnieniu od oryginalnego kwantowego efektu Halla otrzymujemy tu więc kwantyzacje oporu proporcjonalną, a nie odwrotnie proporcjonalną do liczby kwantowej {\displaystyle n.}